# 黒澤治樹
黒澤 治樹（くろさわ はるき、1977年9月26日 - ）は、レーシングドライバー・レーシングチーム監督。静岡県出身。
父は1960～1970年代にドライバーとして活躍した黒澤元治であり、兄の黒澤琢弥、弟の黒澤翼もレーシングドライバーである。

## 経歴

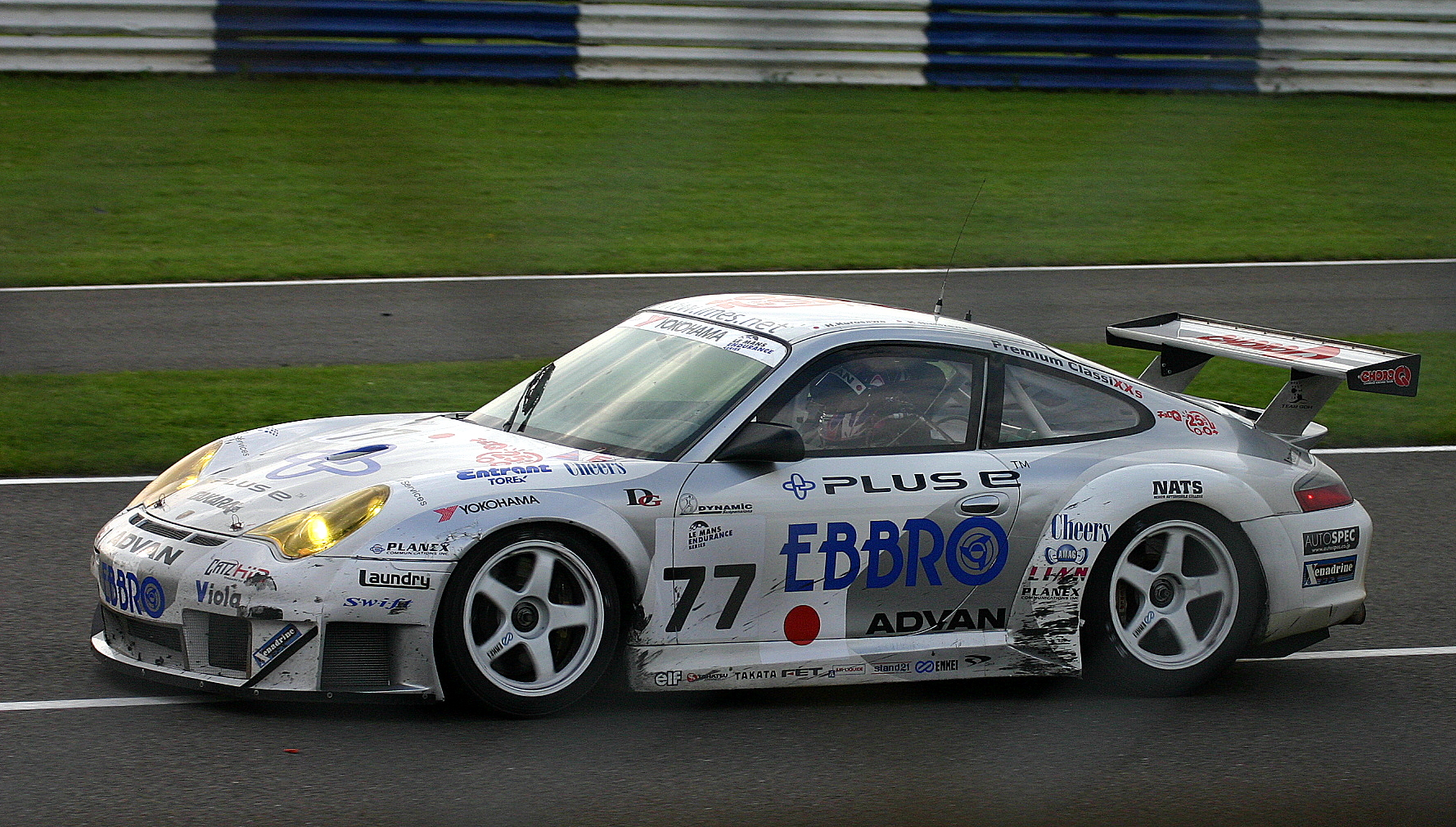
2004年ELMSシルバーストン1000kmでドライブしたポルシェ・911

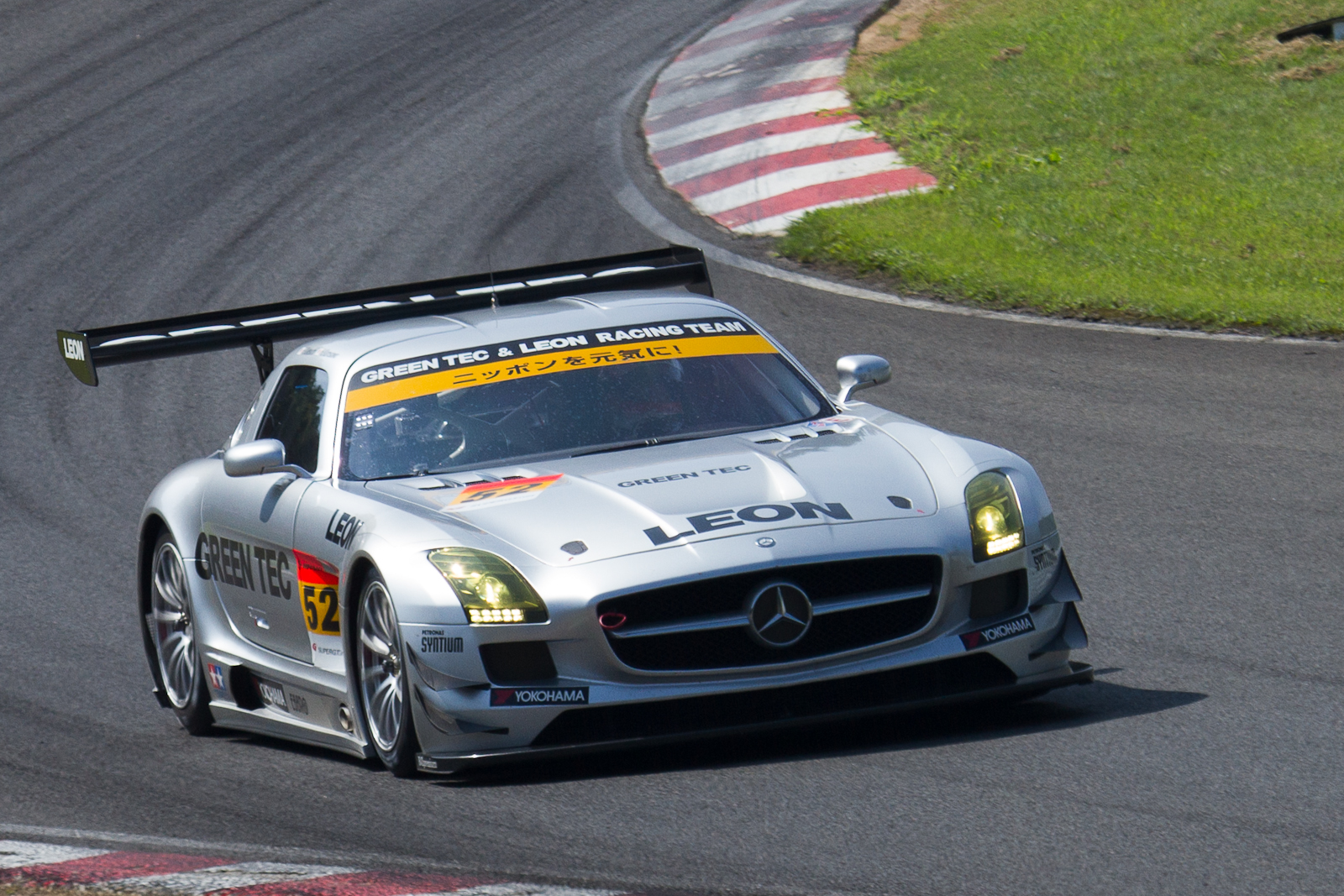
2012年SUPER GT GT300クラスでドライブしたメルセデス・ベンツ・SLS AMG GT3

幼少期からポケットバイクに親しんだり、富士山の麓で開かれたモトクロス大会に何気なく出て優勝するなど、二輪で才能を示していた。10代半ばでモトクロスのSRS-J（鈴鹿サーキットレーシングスクール、現在のSRS-Moto）を卒業した後、SRS-Kartに入学し、レーシングカートの世界の扉を叩いた。父・元治はプロレーサーは厳しい世界なのでどちらかといえば消極的な立場を取っていたが、やる以上は徹底的にやるという条件の下に息子をサポートした。
ヘルメットはこの頃から父や欧州で活躍することを意識しての日の丸をモチーフにしたナショナルカラーであり、これは40歳を過ぎた現在でもあえて変えていない。
SRS-Fでスカラシップを獲得し、全日本F3選手権を3戦経験した後、1997年に単身でイギリスF3選手権に挑戦。チームメイトはマーク・ウェバーと五十嵐勇大であったが、日本に比べてあまりに熾烈な競争に晒され、年間通して1ポイントしか取れなかった惨状を目の当たりにし、一時はレーシングドライバーの道を諦めかけたという。
しかし最終的にはレースの世界に留まり、全日本F3、フォーミュラ・ニッポンを経てスポーツカーレースを中心に活動。1999年には鈴鹿1000kmのC-GTクラスで優勝を挙げた。
2005年は M-TEC EBBRO NSXでSUPER GTに参戦し、GT300クラスのシリーズランキング2位の成績を残した。なおこの年の菅生では、黒澤がドライブ中のピットロードでオフィシャルが接触してきてリアウィングが破壊されるという事件があり、それがなければタイトルを獲得していた。
その後も全日本スポーツカー耐久選手権をはじめとするカテゴリーにM-TEC製のエンジンの開発ドライバーとして携わった。またSUPER GTにおいてもM-TECエンジンを搭載しているR&D SPORTから参戦した。
ル・マン24時間レースをはじめとする海外のスポーツカーレースにも幾度かスポット参戦をしており、2004年と2007年のル・マンでそれぞれクラス2位表彰台に上っている。
2012年からはGT300のLEON RACINGのエースとして毎年表彰台に上がる活躍を見せた。
2016年菅生では、スーパーGT参戦100戦目を迎えた。
2016年の開幕戦岡山では自身9年ぶり、チームにとっては初勝利を達成。
2017年には最後の開催となった鈴鹿1000kmと最終戦もてぎで優勝し、ランキング2位の好成績を収めた。
2018年シーズンは最終戦まで一度も表彰台に上がることができなかったが、4位4回と安定してポイントを積み重ねランキング2位に着けた。最終戦のもてぎで2番手スタートから優勝し、大差をつけていた55号車が下位に沈んだため、自身・チームともに初となるシリーズチャンピオンを獲得した。なお黒澤が四輪キャリアでシリーズチャンピオンとなったのはこれが初であった。
このまま連覇に向けて勇往邁進と思われた2019年9月、第6戦オートポリスを前に、「以前から才能ある若手がいれば乗せるつもりだった」として菅波冬悟にシートを譲る形でチーム監督に就任し、第一線を退いた。
その後もチーム監督としてLEONを支えていたが、2023年の第5戦および第7戦に第3ドライバーとして登録されることが発表された。リザーブドライバーとしての立ち位置としての登録となる。SUPER GTにおいては2シーズン以上SUPER GTをドライブしていないドライバーにルーキーテストを受ける義務があり、シリーズチャンピオンの実績を持つ黒澤であってもそのレギュレーションに沿う必要があるため、Rd.5を前にテストを受験、合格したことが発表された。
2024年のSUPER GT第4戦富士でも第三ドライバーとして登録。実際は予選・決勝を通じて搭乗しなかったが、ポールポジション及び優勝のドライバーとして6年ぶりに記録に名を刻んだ。

## レース戦績
- 1996年 - 全日本F3選手権＜スポット参戦＞（#65 SRS-FスカラシップF3／ダラーラF396 MF204）（シリーズ13位）
- 1997年 - イギリスF3選手権
- 1998年 
  - 全日本F3選手権（TODA RACING #17 ライアンレーシング無限本田／ダラーラF397･MF204B）（シリーズ12位）
  - メディア対抗ロードスター4時間耐久レース（#24 ベストモータリングロードスター）（総合21位）
- 1999年 - 全日本F3選手権（TODA RACING #17 ライアンレーシング戸田無限本田／ダラーラF399 MF204B）（シリーズ9位）
- 2000年
  - 全日本F3選手権（TOM'S #7 MTCI TOM'S F300 ／ダラーラF300 3S-GE）（シリーズ6位・1勝）
  - マカオF3（TOM'S #2 ダラーラF300･トヨタ）
  - コリアF3（TOM'S ダラーラF300･トヨタ）（決勝15位）
- 2001年
  - スーパー耐久シリーズ･グループNプラスクラス（トムススピリット #36 MAZIORA ALTTEZA）
  - F3コリアGP（スイス･レーシングチーム #20 ダラーラF399･オペル）
  - 第31回インターナショナルPOKKA1000km･GT300クラス（#71 シグマMR-S）（総合8位）
- 2002年
  - 全日本選手権フォーミュラ・ニッポン（#10 FORWARD TEAM NOVA／レイナード2KL･無限MF308）（シリーズ12位）
  - 全日本GT選手権･GT500クラス（TEAM TAKE ONE #30 綜警 McLaren）（シリーズ26位）
- 2003年
  - 全日本選手権フォーミュラ・ニッポン（#9 PLANEX EBBRO NOVA／ローラB351･無限MF308）
  - 全日本GT選手権･GT500クラス＜Rd.4&5＞#76 イエローコーンマクラーレンGT-R）
  - 全日本GT選手権･GT300クラス＜Rd.8＞（#71 シグマDUNLOPセリカ）（シリーズ18位）
  - 第32回インターナショナルPOKKA1000km･GT300クラス（TEAM GAIKOKUYA #70 外車の外国屋ダンロップポルシェ）（総合13位）
  - MAZDA FESTA 2003（#24 ベストモータリングロードスター）（決勝2位）
- 2004年
  - 第33回インターナショナルPOKKA1000km･GT500クラス（#230 MOTUL ADVAN Z）（決勝DNF）
  - 全日本GT選手権･GT300クラス（#16 M-TEC NSX オールスター戦のみ）
  - ル･マン24時間レース･GTクラス（チョロQレーシング #77 ポルシェ911GT3 RSR）（総合12位･クラス2位）
  - ヨーロッパ　ルマン耐久シリーズ参戦
- 2005年
  - SUPER GT･GT300クラス（M-TEC CO.LTD. #0 EBRRO M-TEC NSX ）（シリーズ2位・2勝）
  - ル･マン24時間レース･LMP1クラス
  - ヨーロッパ　ルマン耐久シリーズ参戦
- 2006年
  - SUPER GT･GT300クラス＜Rd.5～9＞（WILLCOM R&D SPORT #62 WILLCOM ADVAN VEMAC408R）（シリーズ12位）
  - 全日本スポーツカー耐久選手権･SP1クラス（TEAM無限#16 無限COURAGE LC70）
  - ル･マン24時間レース･LMP1クラス
  - ヨーロッパ　ルマン耐久シリーズ参戦
- 2007年
  - SUPER GT･GT300クラス（WILLCOM R&D SPORT #62 WILLCOM ADVAN VEMAC408R）
  - 全日本スポーツカー耐久選手権･SP1クラス＜Rd.1&3&4に出場＞（TEAM無限 #16 無限COURAGE LC70）
  - ル･マン24時間レース･LMP2クラス
  - アメリカ　ルマン耐久シリーズ参戦
- 2008年
  - SUPER GT･GT300クラス（WILLCOM R&D SPORT #62 WILLCOM ADVAN VEMAC408R）
  - ル･マン24時間レース･LMP1クラス
- 2009年 - SUPER GT･GT300クラス（Team TAISAN #26 UP START タイサンポルシェ）

### 全日本F3選手権
| 年     | チーム           | エンジン | 1       | 2       | 3      | 4     | 5      | 6     | 7       | 8       | 9      | 10    | 順位 | ポイント |
| ------ | ---------------- | -------- | ------- | ------- | ------ | ----- | ------ | ----- | ------- | ------- | ------ | ----- | ---- | -------- |
| 1996年 | NAKAJIMA HONDA   | 無限     | SUZ     | TSU     | MIN    | FSW   | SUZ 9  | SUG 7 | SEN 6   | SUZ     | FSW    |       | 13位 | 1        |
| 1998年 | LIAN RACING TEAM | 無限     | SUZ Ret | TSU Ret | MIN 13 | FSW 8 | TRM 12 | SUZ 6 | SUG 17  | TAI 5   | SEN 11 | SUG 6 | 12位 | 4        |
| 1999年 | LIAN RACING TEAM | 無限     | SUZ 12  | TSU 2   | FSW 8  | MIN 7 | FSW 14 | SUZ 5 | SUG Ret | TAI Ret | TRM 11 | SUZ 7 | 9位  | 8        |
| 2000年 | TOM'S            | トヨタ   | SUZ Ret | TSU 4   | FSW 7  | MIN 6 | TAI 4  | SUZ 5 | SUG 2   | TRM 1   | SEN 7  | SUZ   | 6位  | 24       |

### フォーミュラ・ニッポン
| 年     | チーム            | 1      | 2       | 3       | 4      | 5      | 6       | 7       | 8       | 9       | 10     | 順位 | ポイント |
| ------ | ----------------- | ------ | ------- | ------- | ------ | ------ | ------- | ------- | ------- | ------- | ------ | ---- | -------- |
| 2002年 | FORWARD TEAM NOVA | SUZ 9  | FSW 5   | MIN Ret | SUZ 14 | TRM 12 | SUG 10  | FSW 12  | MIN Ret | TRM Ret | SUZ 12 | 12位 | 2        |
| 2003年 | PLANEX EBBRO NOVA | SUZ 13 | FSW Ret | MIN 9   | TRM 10 | SUZ 11 | SUG Ret | FSW Ret | MIN 11  | TRM Ret | SUZ 12 | NC   | 0        |

### 全日本GT選手権/SUPER GT
| 年     | チーム                       | 使用車両                        | クラス | 1       | 2       | 3       | 4       | 5       | 6       | 7       | 8      | 9      | 順位 | ポイント |
| ------ | ---------------------------- | ------------------------------- | ------ | ------- | ------- | ------- | ------- | ------- | ------- | ------- | ------ | ------ | ---- | -------- |
| 2002年 | TEAM TAKE ONE                | マクラーレン・F1GTR             | GT500  | TAI 16  | FSW 9   | SUG 14  | SEP     | FSW Ret | TRM Ret | MIN Ret | SUZ 11 |        | 26位 | 2        |
| 2003年 | HITOTSUYAMA RACING           | マクラーレン・F1GTR             | GT500  | TAI     | FSW     | SUG     | FSW 18  | FSW 14  | TRM     | AUT     |        |        | NC   | 0        |
| 2003年 | シグマテックレーシングチーム | トヨタ・セリカ                  | GT300  |         |         |         |         |         |         |         | SUZ 3  |        | 18位 | 12       |
| 2005年 | M-TEC CO.,LTD.               | ホンダ・NSX                     | GT300  | OKA 3   | FSW 1   | SEP 9   | SUG 2   | TRM 12  | FSW 1   | AUT 7   | SUZ 2  |        | 2位  | 81       |
| 2006年 | WILLCOM R&D SPORT            | ヴィーマック・408R              | GT300  | SUZ     | OKA     | FSW     | SEP     | SUG Ret | SUZ 7   | TRM 3   | AUT 6  | FSW 14 | 12位 | 33       |
| 2007年 | WILLCOM R&D SPORT            | ヴィーマック・408R              | GT300  | SUZ 5   | OKA 8   | FSW Ret | SEP 14  | SUG 5   | SUZ 3   | TRM 2   | AUT 1  | FSW 4  | 3位  | 76       |
| 2008年 | WILLCOM R&D SPORT            | ヴィーマック・408R              | GT300  | SUZ DNQ | OKA 5   | FSW 6   | SEP 8   | SUG 11  | SUZ 4   | TRM 12  | AUT 14 | FSW 2  | 13位 | 38       |
| 2009年 | TEAM TAISAN                  | ポルシェ・911 GT3RS             | GT300  | OKA 10  | SUZ 10  | FSW 4   | SEP Ret | SUG     | SUZ 16  | FSW 14  | AUT    | TRM 9  | 14位 | 12       |
| 2010年 | TEAM マッハ                  | ヴィーマック・408R              | GT300  | SUZ 4   | OKA Ret | FSW 18  | SEP 13  | SUG 9   | SUZ 9   | FSW C   | TRM 5  |        | 12位 | 18       |
| 2011年 | TEAM マッハ                  | ヴィーマック・320R              | GT300  | OKA 19  | FSW     | SEP 12  | SUG 9   | SUZ Ret | FSW 17  | AUT 21  | TRM 15 |        | 20位 | 2        |
| 2012年 | GREEN TEC & LEON with SHIFT  | メルセデス・ベンツ・SLS AMG GT3 | GT300  | OKA 12  | FSW 10  | SEP 6   | SUG 2   | SUZ Ret | FSW     | AUT Ret | TRM 8  |        | 12位 | 24       |
| 2013年 | LEON RACING                  | メルセデス・ベンツ・SLS AMG GT3 | GT300  | OKA 6   | FSW 8   | SEP 8   | SUG 7   | SUZ 3   | FSW 4   | AUT 18  | TRM 6  |        | 6位  | 42       |
| 2014年 | LEON RACING                  | メルセデス・ベンツ・SLS AMG GT3 | GT300  | OKA 5   | FSW 8   | AUT 10  | SUG 2   | FSW 8   | SUZ Ret | CHA Ret | TRM 6  |        | 9位  | 33       |
| 2015年 | LEON RACING                  | メルセデス・ベンツ・SLS AMG GT3 | GT300  | OKA 22  | FSW 7   | CHA 5   | FSW 2   | SUZ 6   | SUG 7   | AUT 12  | TRM 5  |        | 9位  | 41       |
| 2016年 | K2 R&D LEON RACING           | メルセデスAMG・GT3              | GT300  | OKA 1   | FSW Ret | SUG 16  | FSW 23  | SUZ 8   | CHA 11  | TRM 9   | TRM 24 |        | 12位 | 26       |
| 2017年 | K2 R&D LEON RACING           | メルセデスAMG・GT3              | GT300  | OKA 2   | FSW 5   | AUT 10  | SUG 7   | FSW 13  | SUZ 1   | CHA 13  | TRM 1  |        | 2位  | 72       |
| 2018年 | K2 R&D LEON RACING           | メルセデスAMG・GT3              | GT300  | OKA 4   | FSW 4   | SUZ 7   | CHA 4   | FSW 4   | SUG 8   | AUT 5   | TRM 1  |        | 1位  | 68       |
| 2019年 | K2 R&D LEON RACING           | メルセデスAMG・GT3              | GT300  | OKA 6   | FSW 5   | SUZ 14  | CHA 3   | FSW Ret | AUT     | SUG     | TRM    |        | 16位 | 19.5     |
| 2023年 | K2 R&D LEON RACING           | メルセデスAMG・GT3 EVO          | GT300  | OKA     | FSW     | SUZ     | FSW     | SUZ Ret | SUG     | AUT DNR | MOT    |        | NC   | 0        |
| 2024年 | K2 R&D LEON RACING           | メルセデスAMG・GT3 EVO          | GT300  | OKA     | FSW DNR | SUZ DNR | FSW DNR | SUZ DNR | SUG     | AUT DNR | MOT    |        | NC   | 0        |

### 全日本スポーツカー耐久選手権
| 年     | チーム     | 使用車両         | エンジン | クラス | 1     | 2      | 3       | 4     | 順位 | ポイント |
| ------ | ---------- | ---------------- | -------- | ------ | ----- | ------ | ------- | ----- | ---- | -------- |
| 2006年 | TEAM MUGEN | クラージュ・LC70 | 無限     | LMP1   | SUG   | TRM NC | OKA 1   |       | 4位  | 5        |
| 2007年 | TEAM MUGEN | クラージュ・LC70 | 無限     | LMP1   | SUG 2 | FSW    | TRM Ret | OKA 1 | 2位  | 9        |

### ル・マン24時間レース
| 年     | チーム                                          | コ・ドライバー                            | 使用車両                | クラス | 周回 | 総合順位 | クラス順位 |
| ------ | ----------------------------------------------- | ----------------------------------------- | ----------------------- | ------ | ---- | -------- | ---------- |
| 2004年 | チョロQレーシング                               | 西澤和之 織戸学                           | ポルシェ・911 GT3RSR    | GT     | 322  | 12位     | 2位        |
| 2005年 | チーム・ジョタ ザイテック・エンジニアリング     | サム・ヒネット ジョン・スタック           | ザイテック・04S         | LMP1   | 325  | NC       | NC         |
| 2006年 | クラージュ・コンペティション                    | 中野信治 ジャン＝マルク・グーノン         | クラージュ・LC70-無限   | LMP1   | 35   | DNF      | DNF        |
| 2007年 | バラジ・イプシロン ザイテック・エンジニアリング | エイドリアン・フェルナンデス ロビー・カー | ザイテック・07S/2       | LMP2   | 301  | 27位     | 2位        |
| 2008年 | 東海大学 ワイ・ジー・ケー                       | 鈴木利男 影山正美                         | クラージュ-オレカ・LC70 | LMP1   | 185  | DNF      | DNF        |
| 2012年 | ジョタ スポーツ                                 | サム・ハンコック サイモン・ドゥーラン     | ザイテック・Z11SN       | LMP2   | 271  | DNF      | DNF        |